# سنگر تپه
سنگر تپه مربوط به عصر آهن است و در شهرستان جاجرم، بخش مرکزی، دهستان گلستان، ۲ کیلومتری غرب روستای دشت واقع شده و این اثر در تاریخ ۲۷ بهمن ۱۳۸۷ با شمارهٔ ثبت ۲۴۶۶۹ به‌عنوان یکی از آثار ملی ایران به ثبت رسیده است.